# Paris des Nordens
Paris des Nordens (Originaltitel: París Norðursins) ist ein isländischer Film von Hafsteinn Gunnar Sigurðsson aus dem Jahr 2014. Seine internationale Premiere hatte der Film am 8. Juli 2014 beim Internationalen Filmfestival Karlovy Vary in Tschechien. Der Kinostart in Deutschland war am 26. März 2015.

## Handlung
Der 30-jährige Hugi arbeitet als Lehrer in einem isländischen Dorf, in dem nur 169 Menschen leben. Er mag das Friedliche der Region zwischen den Bergen. Es passiert hier nichts Aufregendes oder Unvorhergesehenes, und auf der Straße trifft man eher selten jemanden. Den einzigen Kontakt hält Hugi zu zwei anderen Mitgliedern der Anonymen Alkoholiker.
Die Ruhe wird jedoch jäh gestört, als Hugis Vater Veigar seinen Besuch ankündigt, den er seit Jahren nicht gesehen hat. Im Gegensatz zu Hugi ist Veigar ein junggebliebener Lebemann, der gerade von einem Trip aus Thailand zurückgekehrt ist. Hugi beschließt, Veigar dennoch mit offenen Armen zu empfangen, bereut diese Entscheidung jedoch bereits bei dessen Ankunft. Nur schwer finden beide zueinander, doch nach und nach erkennen sie, dass ihre jeweiligen Lebensentwürfe lediglich Ausreden sind, um sich nicht mit sich selbst auseinandersetzen zu müssen. Schließlich nähern sich die beiden Männer wieder an.

## Kritik
Boyd van Hoeij schrieb in The Hollywood Reporter, nach „seinem Regiedebüt Either Way erforscht Sigurdsson erneut die männliche Psyche durch das Prisma einer komplizierten Freundschaft“. Gegenüber Either Way sei der „Ton weniger offenkundig komisch oder dramatisch, sondern eher nachdenklich, selbst wenn die vielseitige Filmmusik gelegentlich das sonst gemächliche Tempo beschleunigt“. Hervorgehoben wurden auch die darstellerischen Leistungen, insbesondere von Björn Thors in der Rolle des Hugi: „Die Darstellungen sind derart lebendig, dass sie den Zuschauer in die Geschichte hineinziehen und dankbarer Weise ist Thors […] durchweg überzeugend.“

## Auszeichnungen
Beim isländischen Film- und Fernsehpreis Edda gewannen Helgi Björnsson und Nanna Kristín Magnúsdóttir die Preise als beste Nebendarsteller, während der Film selbst noch zehn weitere Nominierungen bekam.